# Amata Airport
Amata Airport är en flygplats i Australien. Den ligger i kommunen Anangu Pitjantjatjara och delstaten South Australia, omkring 1 200 kilometer nordväst om delstatshuvudstaden Adelaide.
Trakten runt Amata Airport är nära nog obefolkad, med mindre än två invånare per kvadratkilometer..
Omgivningarna runt Amata Airport är i huvudsak ett öppet busklandskap. Genomsnittlig årsnederbörd är 267 millimeter. Den regnigaste månaden är februari, med i genomsnitt 51 mm nederbörd, och den torraste är september, med 3 mm nederbörd.